# Jussi Kujala
Jussi Kujala est un footballeur international finlandais né le 4 avril 1983 à Tampere. Actuellement avec Kuopion Palloseura, il évolue au poste de milieu défensif.

## Palmarès
Tampere United
- Champion de Finlande en 2006 et 2007
- Vainqueur de la Coupe de la Ligue finlandaise 2009

 De Graafschap
- Champion de deuxième division néerlandaise 2009/2010